# Rhopalocerus anytus
Rhopalocerus anytus is een keversoort uit de familie somberkevers (Zopheridae). De wetenschappelijke naam van de soort werd in 1941 gepubliceerd door Howard Everest Hinton.